# كانديا كانافيز
كانديا كانافيز هي بلدية في مدينة تورينو الحضرية تقع في المنطقة التاريخية من كانافيز في بيدمونت بإيطاليا تبعد حوالي 35 كيلو متر شمال شرقتورينو، تقع على حدود البلديات التالية: سترامبينو، Mercenasco، Vische، Barone Canavese، مازي، كالوسو.
.
وهي معروفة بنبيذ اربالوس دي كالوسو وبحيرتها، لاغو دي كانديا المحمية كجزء من محمية باركو ناتشورال ديل لاغو كانديا الطبيعية ولديها أيضاً نادي للتجديف

## المعالم السياحية الرئيسية
تشمل المباني التاريخية المختلفة في مكان قريب كنيسة سانتو ستيفانو آل مونتي التي تعود إلى القرن الحادي عشر، والتي ربما تقل على أنقاض معبد وثني والراحل الروماني بيفي دي سان ميشيل، بنيت القلعة التي تعود إلى القرن الثامن عشر في موقع القلعة القديمة التي هيمنت على المدينة حتى تضررت بشدة في القرن الرابع عشر، خلال حروب الكانافيز وأخيرا تم تفككيها من قبل فابروتينو دا بارما. في نهاية المطاف تم بناء قلعة جديدة وتعرف اليوم باسم` كاستلفيوريتو `دي كانديا كانافيز.

## تم تصوير الأفلام هنا
في كانديا كانافيز صُورت الأفلام: المنزل اللعين (العنوان الاصلي لا فيلا ديلي أنمي ماليديت (1982) لكارلو أوسينو، الثاني بريوراتو دي سانتو ستيفانو من تأليف أندري فيرجا: الماضي (2017) بقلم بيرجيوسيبي زايا (بواسطة ديزيوناريو ديل توريزمو سينماتوجرافيك).

## روابط خارجية
- الموقع الرسمي
- https://web.archive.org/web/20070930161627/http://www.parchiaccessibili.it/index.cfm؟module=Park&Page=ParkShow&List=Surrounding&ParkID=186&DescriptionType=whattodo
- http://www.castelfiorito.com